# La Vernotte
 La Vernotte  es una población y comuna francesa, situada en la región de Franco Condado, departamento de Alto Saona, en el distrito de Vesoul y cantón de Fresne-Saint-Mamès.

## Demografía
| 64 | 81 | 53 | 55 | 62 | 66 |
| Para los censos de 1962 a 1999 la población legal corresponde a la población sin duplicidades (Fuente: INSEE [Consultar]) |    |    |    |    |    |